# Kung Östens grav
Kung Östens grav (deutsch König Östens Grab – RAÄ-Nr. Björlanda 190:1) ist ein Ganggrab (schwedisch Ganggrift) in einem rund 1,0 m hohen Rundhügel von rund 10,0 m Durchmesser, auf dem auf der Oberfläche viele Steine sichtbar sind. Es liegt bei Björlanda auf der Insel Hisingen im Bohuslän in Schweden. 
Das Ganggrab entstand zwischen 3500 und 2800 v. Chr. als Megalithanlage der Trichterbecherkultur (TBK) und ist eine Bauform jungsteinzeitlicher Anlagen, die aus einer Kammer und einem baulich abgesetzten, lateralen Gang besteht. Diese Form ist primär in Dänemark, Deutschland, sowie vereinzelt in Frankreich, Norwegen und den Niederlanden zu finden. Östens grav (Norrala 18:1) ist eine Röse in der Söderhamns kommune.
Das Nordost-Südwest orientierte Ganggrab liegt in der Mitte des Hügels. Die Kammer ist annähernd oval und misst ungefähr 2,9 × 1,9 m. Etwa ein Dutzend ehemalige Tragsteine, mehrheitlich verkippt, gehören zur Kammer. Decksteine sind nicht erhalten. Der Hügel südöstlich der Kammer hat mehrere Eintiefungen in der Oberfläche, die wohl die Lage ehemaliger Einfassungssteine anzeigen.
Namen, die sich auf einen König beziehen, sind bei mehreren Megalithanlagen (Kung Björns Grav, Kung Rings Grav), bei Rösen (Kung Tryggves grav), Runensteinen (Kung Kåres sten, Kung Sigges sten), bei Bautasteinen (Kung Götriks sten, Kung Anes sten) und Steinpaaren (Kung Råds grav) anzutreffen und sind in Dänemark noch häufiger.
Großhügel die oft aus der jüngeren Eisenzeit stammen mit einem Durchmesser von mehr als 30,0 Metern heißen in Schweden oft Kungshögen (deutsch „Königshügel“). Sie sind vorzugsweise um den Mälaren anzutreffen, einige finden sich auch in anderen Landschaften. Einige der größten sind: Anundshög in Västmanland, Grönehög in Bohuslän, Högom in Medelpad, Inglinge hög in Småland, Ledbergs kulle in Östergötland, Skalunda hög in Västergötland, Ströbo hög in Västmanland und die drei Hügel in Alt-Uppsala in Uppland. 
Der Hagahögen westlich von Uppsala, ein rund 7,0 Meter hoher Grabhügel mit 45,0 m Durchmesser, gilt als Skandinaviens goldreichstes Bronzezeitgrab.